# River Lyd
River Lyd är ett vattendrag i Storbritannien.   Det ligger i riksdelen England, i den södra delen av landet, 300 km väster om huvudstaden London.